# Kohlbachshof

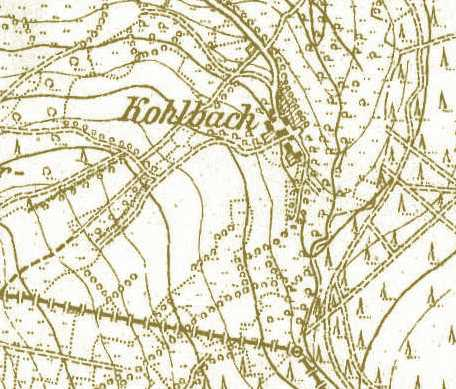
Der Hof Kohlbach und seine unmittelbare Umgebung im Kartenbild (um 1880)

Kohlbachshof ist eine Wüstung auf dem Gebiet der Gemeinde Schleid im Wartburgkreis in Thüringen.

## Lage
Der Vierseithof lag nur ca. 300 Meter von der hessisch-thüringischen Landesgrenze entfernt. Etwa zwei Kilometer südöstlich befindet sich der thüringische Ort Andenhausen, der zu Schleid gehörige Ortsteil Zitters befindet sich 3,5 Kilometer nordwestlich, der hessische Theobaldshof befindet sich 1,5 Kilometer südlich. Der Ortsname wurde vom Kohlbach entlehnt, ein Quellbach der in die Ulster entwässert.

## Geschichte
Die Ansiedlung Kohlbach wurde im Jahr 1418 erstmals urkundlich erwähnt. Der Kohlbachhof wurde zum Ort Zitters gerechnet und gehörte zum Amt Geisa. In der heutigen Flur von Zitters befanden sich im 14. Jahrhundert mehrere entlegene Höfe: erwähnt werden Merles, Krollhof, Köllershof, der Kohlbachshof, Roppelshof, Hof-Zitters, ein wüster Hof am Kuhberg, ein ebensolcher am Hochrain. Während des Dreißigjährigen Krieges wurde das Kohlbachtal durch Pest und Überfälle mehrfach schwer heimgesucht. Erste Höfe wurden aufgegeben. Wegen der geringen Einwohnerzahl von Zitters erfolgte der Schulunterricht im Nachbarort Kranlucken, das dortige Schulhaus wurde 1759 erbaut und 1870 durch einen Neubau ersetzt. 1920 erhielt Zitters auf Wunsch der Einwohner eine Einklassenschule für die 16 Schüler zählenden Gemeindeschule bewilligt. Damit entfiel der besonders in den schneereichen Wintermonaten beschwerliche Gang in die Nachbarorte. Seit 1968 werden alle Schüler des Kohlbachtals in Geisa eingeschult und unterrichtet. Im Jahr 1938 wurde in den Orten des Kohlbachtals die Separation und amtliche Flurbereinigung durchgeführt. Sie hatte das Ziel, die landwirtschaftlichen Nutzflächen neu zu ordnen um die über Jahrhunderte entstandene starke und unwirtschaftliche Fragmentierung der Fluren zu beenden. Gleichzeitig wurde als Arbeitsbeschaffungsmaßnahme der Bau von Wald- und Feldwegen angeordnet. Die Mehrzahl der begonnenen Wegebauten mussten im Zweiten Weltkrieg noch von Zwangsarbeitern fertiggestellt werden. Die Separation endet deshalb erst 1947 und hatte zugleich die in der DDR angestrebte Bodenreform realisiert. Die Bauern von Zitters mussten sich um 1960 in der LPG Rossberg vereinigen. Als Folge der Grenznähe wurden die grenznahen Gehöfte abgesiedelt, mühsam bewirtschaftetes Ackerland wurde aufgelassen und zur Viehweide bestimmt.
Im Rahmen der „Aktion Ungeziefer“ musste 1952 eine erste Familie vom Kohlbachshof wegziehen, 1972 wurde die Zwangsumsiedlung abgeschlossen und der Hof geschleift.